# Khalkoútsion
Khalkoútsion (Chalkoutsi) är en ort i Grekland.   Den ligger i prefekturen Nomarchía Anatolikís Attikís och regionen Attika, i den östra delen av landet, 40 km norr om huvudstaden Aten. Khalkoútsion ligger 80 meter över havet och antalet invånare är 2 094.
Terrängen runt Khalkoútsion är platt åt nordväst, men åt sydost är den kuperad. Havet är nära Khalkoútsion åt nordost.Runt Khalkoútsion är det ganska tätbefolkat, med 144 invånare per kvadratkilometer. Närmaste större samhälle är Chalkída, 18,4 km nordväst om Khalkoútsion. Trakten runt Khalkoútsion består till största delen av jordbruksmark.